# كين سميث
كين سميث (7 ديسمبر 1927 المملكة المتحدة - ) هو لاعب كرة قدم بريطاني.